# ایک (برد)
ایک (به لاتین: Ik) یک رود در روسیه است که در استان نووسیبیرسک واقع شده‌است.